# フリークス (映画)
『フリークス』 (Freaks) は、1932年に制作・公開されたアメリカ映画である。監督はトッド・ブラウニング。

## 概要
旅回りの見世物小屋が舞台で、出演者は実際の見世物小屋のスター、デイジー&ヴァイオレット・ヒルトン姉妹などの本物の奇形者や障害者であった。公開当時は世間に大変なショックを与え、ブラウニングは本作以降の仕事に恵まれず、彼のキャリアを閉ざすものとなってしまった。また、イギリスでは公開から30年の間、公開禁止となっていた。
日本公開は1932年（昭和7年）11月、初公開時のタイトルは『怪物團』であった。2005年にはデジタルリマスター版がリバイバル上映された。
1994年にはアメリカ国立フィルム登録簿に登録され、アメリカのフィルム遺産としてアメリカ議会図書館に保存されている。

## ストーリー
フランスの曲馬団の一員である小人のハンスは小人の曲芸師のフリーダと婚約していたが、美貌の軽業師のクレオパトラに魅せられてもいた。ハンスが親戚からの莫大な資産を相続することを知ったクレオパトラは金目当てに彼を誘惑し、クレオパトラに眩まされるままハンスは彼女との結婚を決めてしまう。婚約者を奪われて悲嘆にくれるフリーダを、一座の仲間のフロゾとヴィーナスは心配して慰める。
実はクレオパトラは一座の怪力男のヘラクレスと通じており、結婚式のあとにハンスを毒殺する計画を進めていた。結婚式の祝宴でクレオパトラはハンスと一座の見世物仲間を侮辱し、彼女の真意を知ったハンスは悔恨にくれる。自分たちに対する侮辱と併せて毒殺計画を知ったフロゾとヴィーナスをはじめとする一座の仲間たちは激怒し、逃げるクレオパトラを追い詰めて罰を下す。
やがて、ハンスは曲馬団を離れて資産家になったが、失意とフリーダへの罪の意識から沈うつな生活を送っていた。しかし、フリーダはハンスを許して彼と結ばれる。そして、クレオパトラには仕置きのあとに恐ろしい運命が待っていたのだった。

## キャスト
- フロゾ：ウォーレス・フォード
- ヴィーナス：リーラ・ハイアムス
- ハンス（小人症）：ハリー・アールス
- フリーダ（小人症）：デイジー・アールス
- クレオパトラ：オルガ・バクラノヴァ
- ロスコー（吃音症）：ロスコー・エイツ

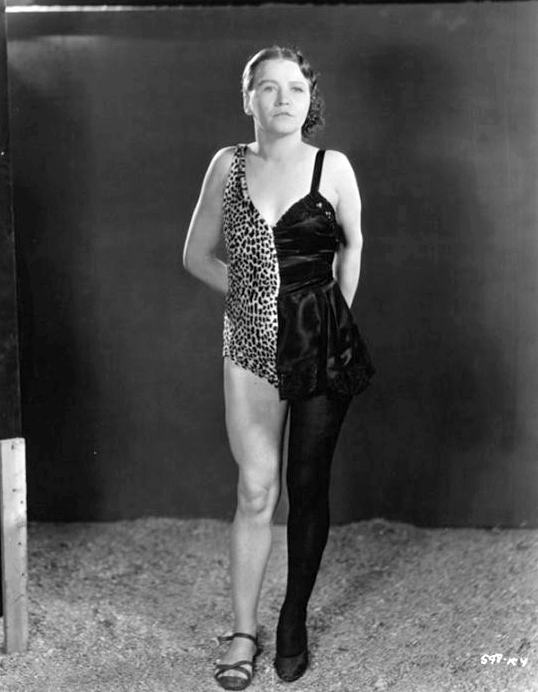
ジョセフィーン・ジョセフ

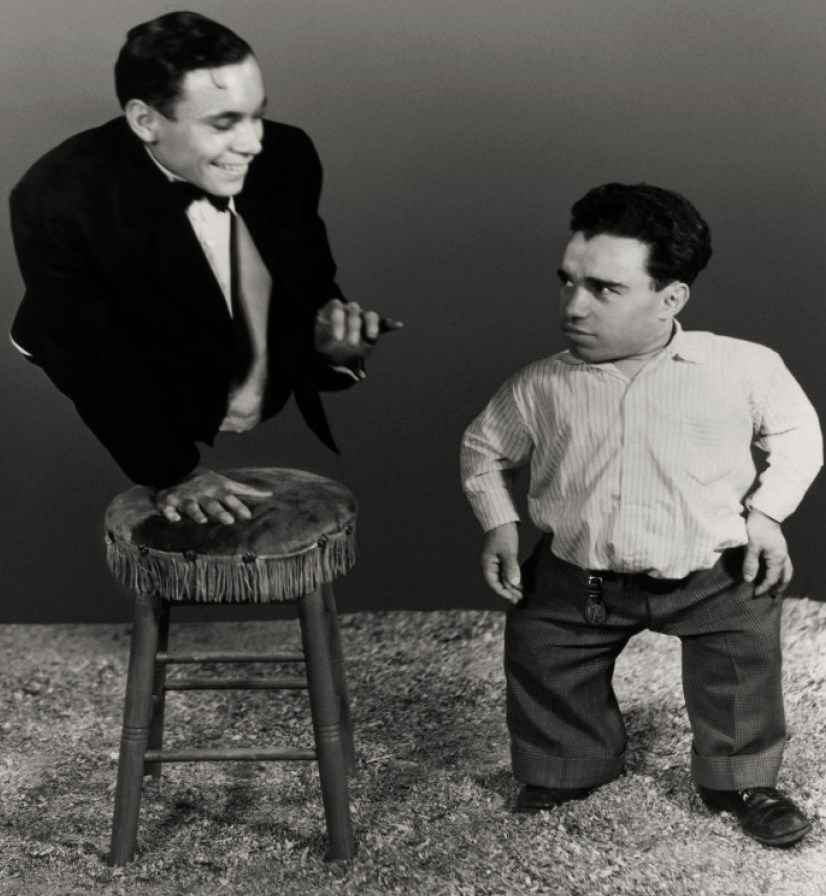
ジョニー・エックとアンジェロ・ロシェット

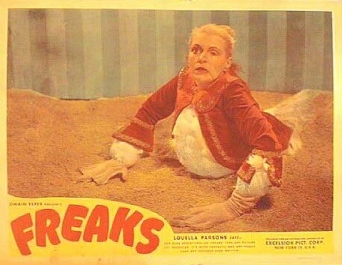
オルガ・バクラノヴァ(1949年のロビーカード)

- ヘラクレス（怪力男）：ヘンリー・ヴィクター
- マダム・テトラリニ（団長）：ローズ・ディオン
- シャム双生児：デイジー&ヴァイオレット・ヒルトン
- ロロ兄弟：エドワード・ブロフィー
- ロロ兄弟：マット・マクヒュー
- 骨人間（るいそうまたはリポジストロフィー）：ピーター・ロビンソン
- 濃い髭を生やした女性（熊女）：オルガ・ロデリック
- 半男半女（半陰陽）：ジョセフィーン・ジョセフ
- クー・クー（ゼッケル症候群）：クー・クー
- ジップ（小頭症）：エルヴァイラ・スノー
- ピップ（小頭症）：ジェニー・リー・スノー
- シュリッツ（小頭症）：シュリッツ
- ハーフボーイ（仙骨発育不全）：ジョニー・エック
- 腕の無い女性：フランシス・オコナー
- 生けるトルソー（テトラアメリア症候群）：プリンス・ランディアン
- アンジェロ（小人症）：アンジェロ・ロシェット
- 鳥女：エリザベス・グリーン